# Crimes nazis contre les prisonniers de guerre soviétiques

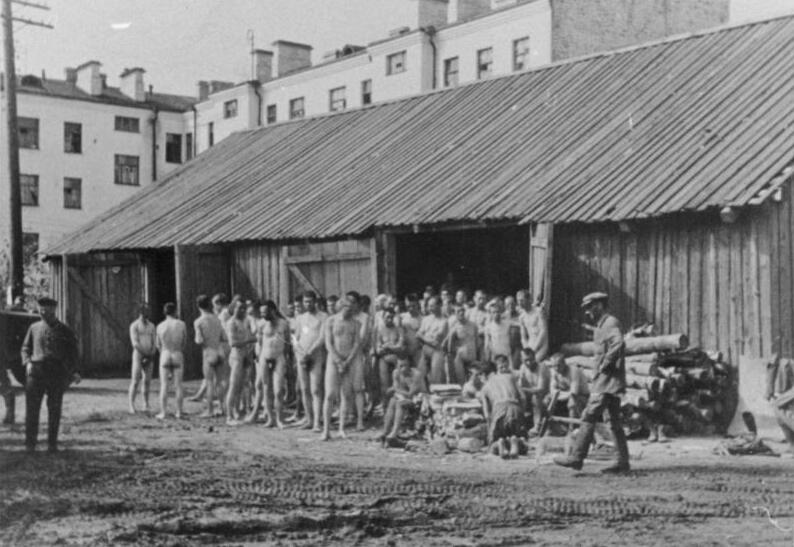
Prisonniers de guerre soviétiques à Vitebsk, Biélorussie, en août 1941.

Environ 5,3 millions à  5,7 millions de soldats soviétiques ont été faits prisonniers par la Wehrmacht durant la Seconde Guerre mondiale. Approximativement la moitié ont été identifiés et enregistrés par celle-ci. L’autre moitié a disparu. L'analyse du traitement qui a été infligé à ces prisonniers permet d'estimer que 2,6 millions à  3,3 millions d'entre eux sont morts entre 1941 et 1945 soit un taux de mortalité de 50% à 60%. La majeure partie des décès survient durant l'opération Barbarossa’’. En février 1942 en effet, deux millions de prisonniers sont déjà morts (c’est-à-dire 60% à 80% du total des prisonniers soviétiques morts durant cette guerre). La première cause de mortalité est la faim, les rations alimentaires distribuées, que ce soit dans les camps de prisonniers à l’arrière des lignes de front ou au cours des marches forcées, ayant été délibérément insuffisantes. Les autres causes sont l’absence de soins et de protection contre les intempéries et le froid ainsi que les exécutions sommaires (en nombre inconnu) et les fusillades pratiquées par les Einsatzgruppen, la Waffen-SS ou la Gestapo (estimées à 140 000, chiffre généralement admis).
« Cette hécatombe place les prisonniers de guerre soviétiques au deuxième rang des groupes de victimes du nazisme, derrière les juifs. Leur taux de mortalité durant les neuf premiers mois de la guerre (6 000 morts par jour) excède même celui enregistré dans les ghettos de Pologne,. »

## Statistiques et bilan

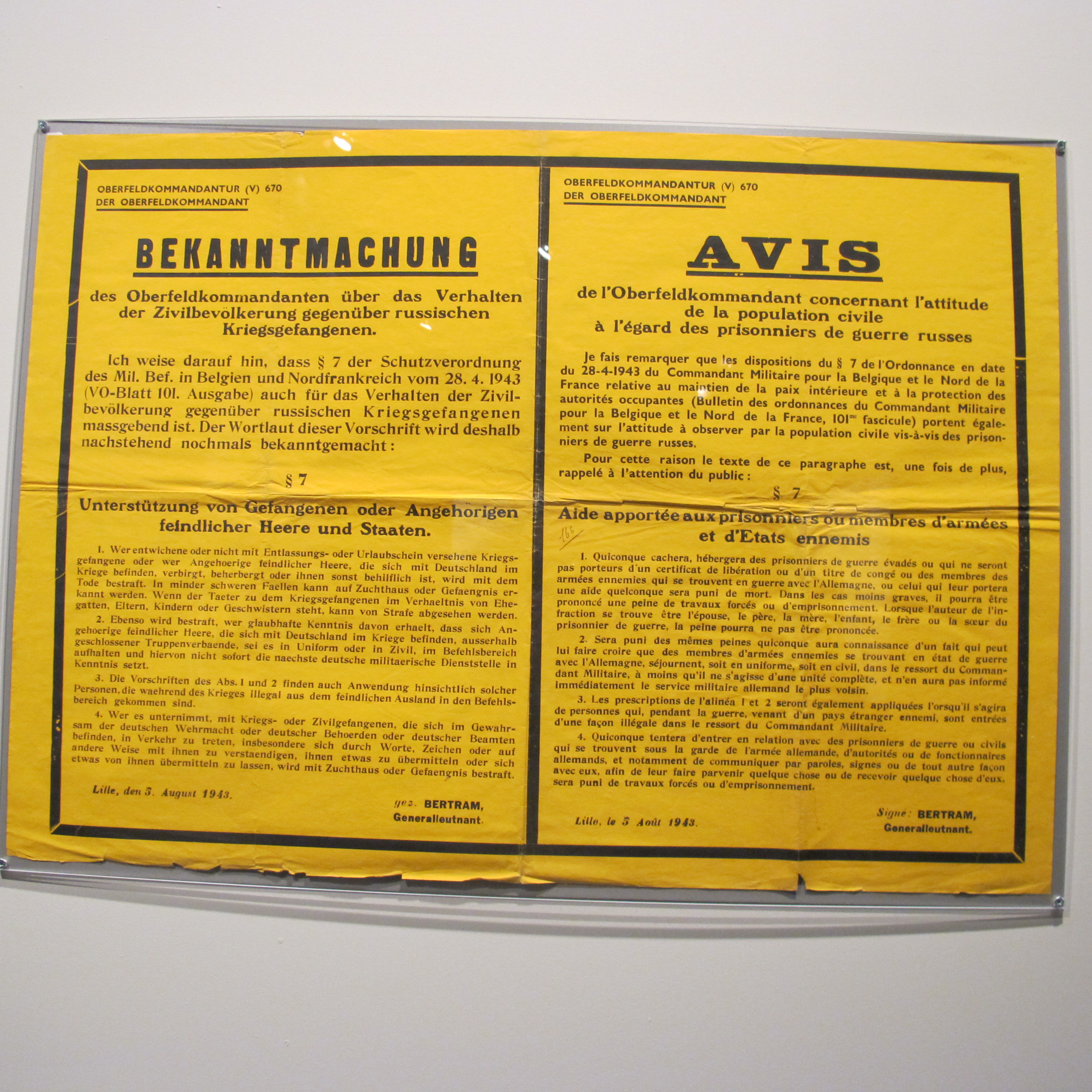
Avis concernant l'attitude à adopter par la population civile à l'égard des prisonniers de guerre russes (5 août 1943)

Au total, sur les 5,4 millions de soldats et officiers soviétiques capturés par la Wehrmacht, 3,6 millions périrent (environ 60 %),. Environ 5 % de ces morts étaient juifs.
À titre de comparaison, environ 3,5 % des prisonniers de guerre britanniques et américains et moins de 2 % des prisonniers de guerre français moururent en captivité.
Durant les six premiers mois de la campagne, environ 2 millions de prisonniers de guerre soviétiques sur 3,3 millions moururent victimes d'exécutions sommaires à grande échelle, de faim et de marches forcées épuisantes. En septembre 1941, leur taux de mortalité était de l'ordre de 1 % par jour.

## LeKommissarbefehl
Le Kommissarbefehl (« ordre des commissaires ») est signé par le général Alfred Jodl lors de la préparation de l'Opération Barbarossa, le plan d'invasion allemande de l'Union soviétique. Il est élaboré entre le 6 mai et le 6 juin 1941. Il prévoit l'exécution systématique par l'armée nazie des commissaires politiques de l'Armée rouge et des cadres du Parti communiste soviétique, au fur et à mesure de l'avancée allemande en URSS. Les prisonniers identifiés comme « complètement bolchéviques ou actifs dans l'idéologie bolchevique » ont été également exécutés.

## Camps de prisonniers de guerre

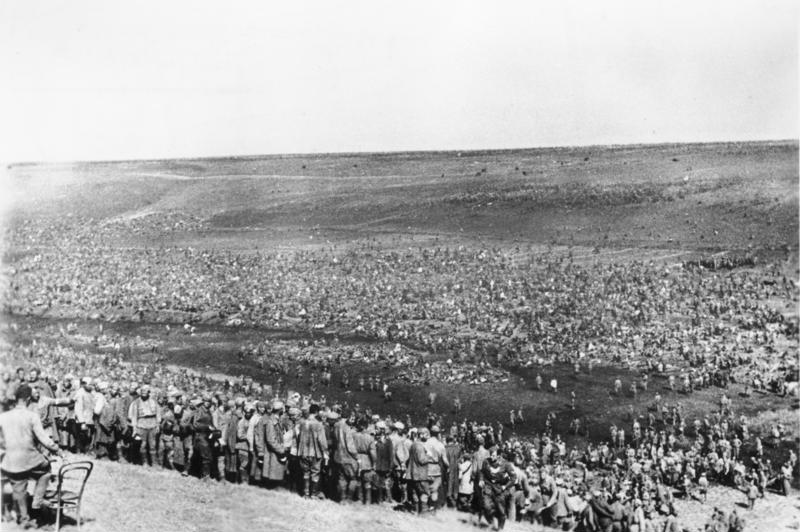
Un camp improvisé pour les prisonniers de guerre soviétiques en août 1942

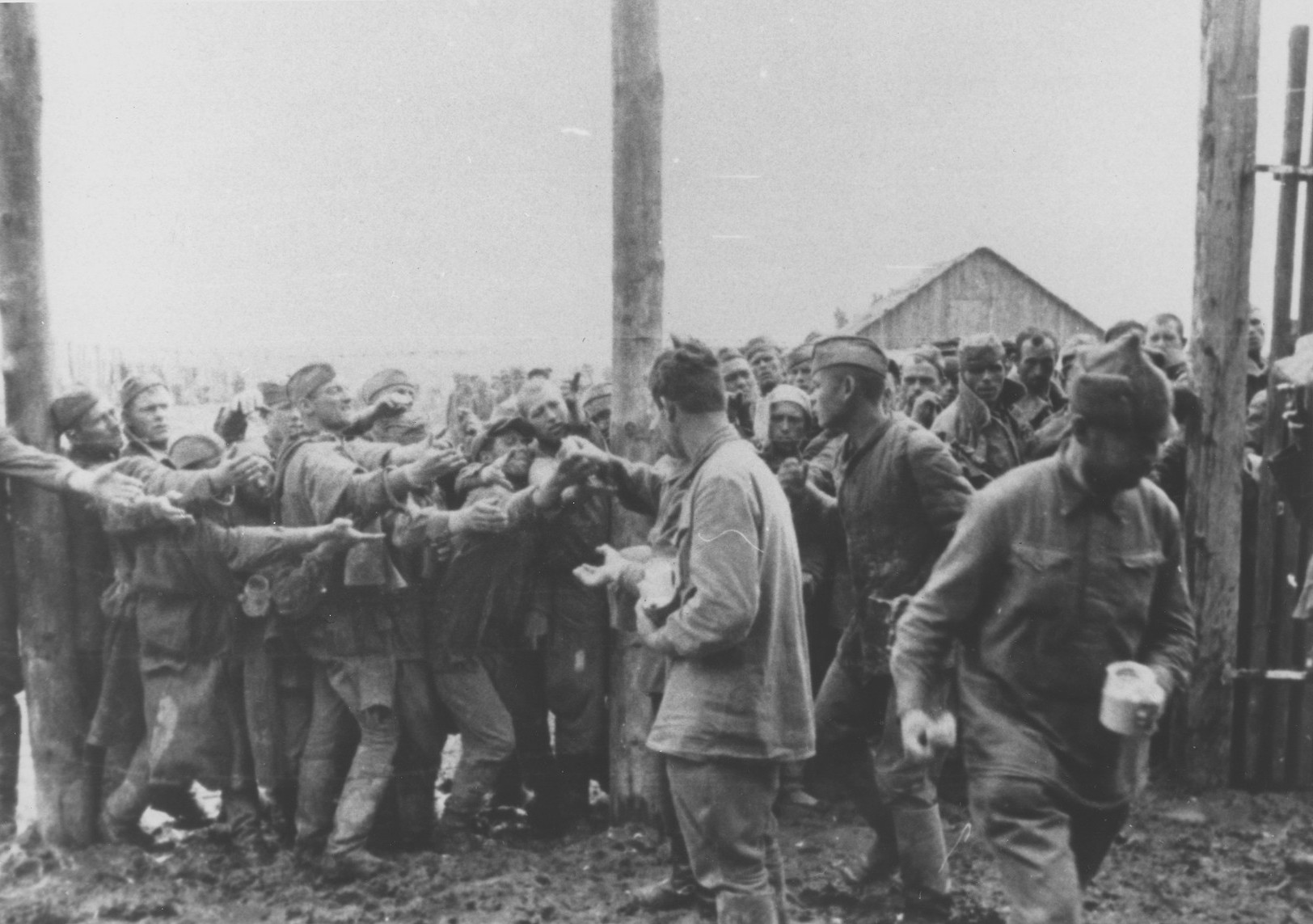
Distribution de nourriture dans un camp de prisonniers près de Vinnytsia, Ukraine, en juillet 1941

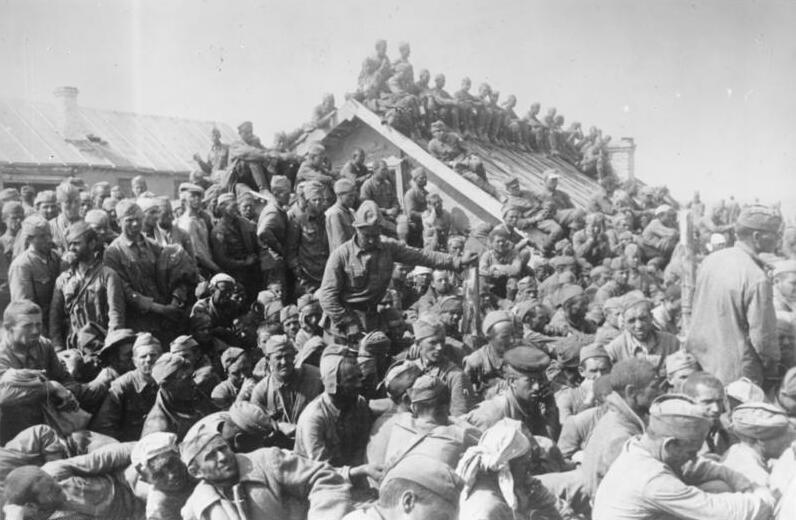
Camp de transit surpeuplé près de Smolensk, Russie, en août 1941

L'Allemagne avait ratifié en 1929 la troisième Convention de Genève relative au traitement des prisonniers de guerre. Alors même que l’URSS et le Japon impérial ne la signèrent pas, l’Allemagne s’obligeait à traiter tous les prisonniers de guerre conformément aux dispositions de la convention, y compris en l'absence de réciprocité.
Alors que les camps de prisonniers créés par la Wehrmacht pour les hommes capturés sur le front de l'Ouest satisfaisaient généralement aux conditions humanitaires prescrites par les accords internationaux, les soldats originaires de Pologne et d’URSS étaient emprisonnés dans des conditions significativement plus sévères. La Wehrmacht était seule responsable de leur transport, de leur approvisionnement et de leur hébergement.
Les prisonniers furent dépouillés de leurs vêtements et de leurs fournitures par les troupes allemandes. Le froid, très présent, avait des conséquences fatales pour les prisonniers. Beaucoup de prisonniers furent acheminés entassés dans des wagons, dans de terribles conditions, ou durent effectuer de longues marches vers les camps sur de longues distances et sous stricte surveillance, dans des conditions hivernales extrêmement dures. Pendant ces marches de la mort, les gardes SS maltraitèrent brutalement les prisonniers. Obéissant aux ordres explicites qui étaient d'abattre les prisonniers qui ne pouvaient plus marcher, les gardes SS exécutèrent en route des centaines de prisonniers. Dans les camps, ces prisonniers étaient sous-alimentés et rapidement victimes d'épidémies. Leur situation se dégrada encore à partir d'octobre 1941 avec l'arrivée du froid et la réduction délibérée des rations alimentaires, en particulier pour ceux qui étaient déclarés inaptes au travail. Les responsables nazis ont délibérément décidé de laisser mourir de faim les prisonniers soviétiques, alors que la situation alimentaire du Reich n'était pas particulièrement délicate. Ainsi au Stalag 325 de juillet 1941 à avril 1942 entre 18 000 et 24 000 prisonniers de guerre soviétiques sont détenus à Rava-Rouska et la plupart y trouveront la mort,.
La première application de la politique nazie de « dépopulation » appliquée à la Russie soviétique se retrouve donc dans le traitement inhumain réservé aux officiers et soldats soviétiques faits prisonniers, sort qui doit peu au hasard ou aux conditions de la guerre. Le 20 novembre 1941, le général Erich von Manstein, commandant de la 11e Armée, précise que « ce combat n’est pas mené contre l’armée soviétique selon des méthodes conventionnelles guidées par les seules règles de la guerre européenne… ».
Des 80 généraux de l'Armée rouge capturés par la Wehrmacht, seuls 37 survécurent à leur captivité. Leur grade ne leur conférait aucun traitement de faveur, ce dont témoigne le sort du général Dmitry Karbychev, héros de l'Union soviétique, tué par exposition au froid le jour même de son arrivée au camp d’extermination de Mauthausen (Autriche). Les ordres de la Wehrmacht concernant les soldats soviétiques et les éléments politiquement ou « racialement » dangereux apportèrent non seulement une caution officielle à une campagne d’assassinats organisés, mais ils ouvrirent la voie à une vague massive d’exécutions collectives, perpétrées par des soldats décidés à ne pas tenir compte des distinctions entre catégories de prisonniers élaborées en haut lieu. Dès lors que les soldats allemands reçurent l’autorisation d’assassiner des militaires désarmés et des civils sans défense, il fut extrêmement difficile de les sanctionner lorsqu’ils poursuivaient des actions de ce genre sans en avoir reçu l’ordre explicite. Puisque la propagande de la Wehrmacht présentait les Russes dans leur ensemble comme des « Untermenschen » ne méritant pas de vivre, les soldats ne voyaient aucune raison de faire des distinctions entre ceux qui étaient condamnés à être fusillés sur-le-champ et les autres. En effet, dans la guerre d'extermination que l'Allemagne mène contre l'URSS, les soldats soviétiques sont considérés comme des êtres irréductibles et inférieurs, à la fois slaves et bolcheviques, et peuvent donc être anéantis. L’ampleur des meurtres, des destructions et des mauvais traitements ordonnés officiellement dépassa largement celle des actions « sauvages » commises à l’initiative des soldats.
Les exécutions sommaires de prisonniers de guerre soviétiques prirent immédiatement un caractère véritablement massif sur toute l’étendue du front soviéto-allemand et durant toute la durée du conflit. Quelque 600 000 personnes au moins furent fusillées sur le champ en tant que prisonniers de guerre, mais l’estimation officielle des pertes est dramatiquement sous-évaluée puisqu'un nombre indéterminé, mais probablement très important, de soldats soviétiques furent exécutés par les soldats allemands après leur capture, avant même d’avoir été comptabilisés comme prisonniers. À la mi-septembre 1941, l’OKH (Oberkommando des Heeres, Haut Commandement militaire, qui dépendait directement d'Adolf Hitler) ajouta une précision aux ordres donnés aux divisions combattant à l’Est : tous les soldats soviétiques dépassés par l’avance de la Wehrmacht et se réorganisant derrière la ligne de front devaient être traités comme des partisans, c’est-à-dire abattus sur le champ. Cet ordre semblait introduire une distinction subtile entre « soldats organisés » et « soldats non organisés ». En pratique, les commandants d’unité ne s’embarrassaient guère de telles nuances. Tel le commandant de la 12e division d’infanterie donnant ses ordres à ses officiers : « Tout soldat tue tout Russe trouvé derrière la ligne de front et qui n’a pas été fait prisonnier au combat »

## Camps de travaux forcés
L’échec des Allemands à remporter la victoire espérée à l’Est et la pénurie de main-d’œuvre qui s’ensuivit leur firent reconsidérer le traitement des prisonniers. Ainsi, au début de 1942, les prisonniers de guerre des camps de l’Est – essentiellement des Russes – furent considérés comme une source de travail servile et gratuite destinée à permettre à l’industrie de guerre allemande de continuer à fonctionner.

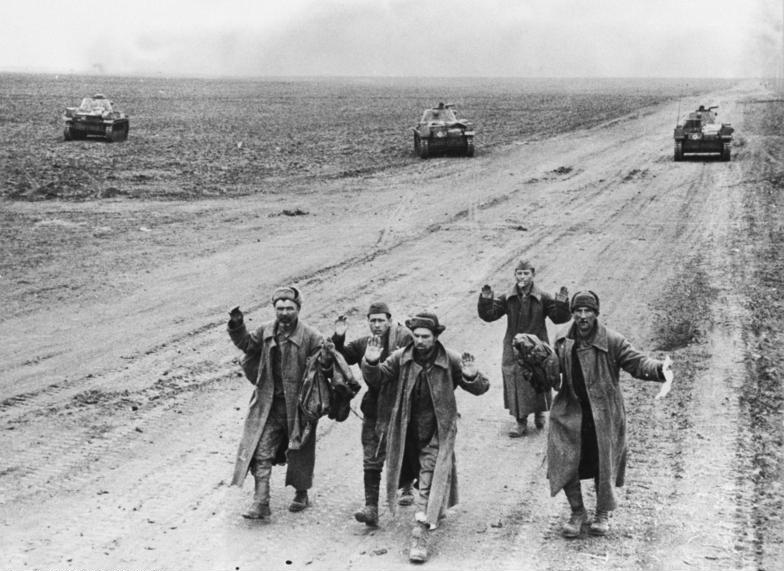
Prisonniers de guerre soviétiques en route vers leur camp d'internement, 1942.

En janvier 1942, Adolf Hitler autorisa donc un meilleur traitement des prisonniers de guerre soviétiques et les dirigeants allemands décidèrent d'utiliser ces prisonniers comme travailleurs forcés dans l'économie de guerre du Reich allemand. Leur nombre est passé de 150 000 début 1942 à 631 000 à l'été 1944. Beaucoup furent dépêchés sur les mines de charbon (entre le 1er et le 10 juillet novembre 1943, 27 638 prisonniers de guerre soviétiques moururent dans la seule région de la Ruhr), tandis que d'autres furent envoyés à Krupp, Daimler Benz ou d'innombrables autres entreprises, où ils fournirent la main-d'œuvre. Certains moururent d'épuisement. L'industrie minière (160 000), l'agriculture (138 000) et l'industrie des métaux (131 000) étaient les principaux secteurs d'activité. Pas moins de 200 000 prisonniers sont morts pendant le travail forcé.

## Camps de la Lande
Dans les Landes de Lunebourg (Lüneburger Heide), en Allemagne du Nord, il y eut trois camps dénommés « camps de Russes » : ceux de Wietzendorf, Oerbke, Bergen-Belsen. Au début, les prisonniers de guerre durent s’y abriter en se creusant des trous dans la terre ou en bâtissant des huttes en terre. Ce n’est que peu à peu que l’on construisit des baraques pour améliorer leur hébergement. Dans les trois camps des Landes de Lunebourg, les conditions de vie furent désastreuses.
Le ravitaillement était tellement catastrophique que notamment les prisonniers affaiblis ou malades mouraient au bout de quelques semaines. Entre novembre 1941 et février 1942, une épidémie de typhus et d’autres maladies, mais principalement la sous-alimentation décimèrent les prisonniers : 40 000 au moins y laissèrent la vie. En avril 1942, le nombre des internés était réduit à 6 500 au total.

## Camps de concentration et d'extermination

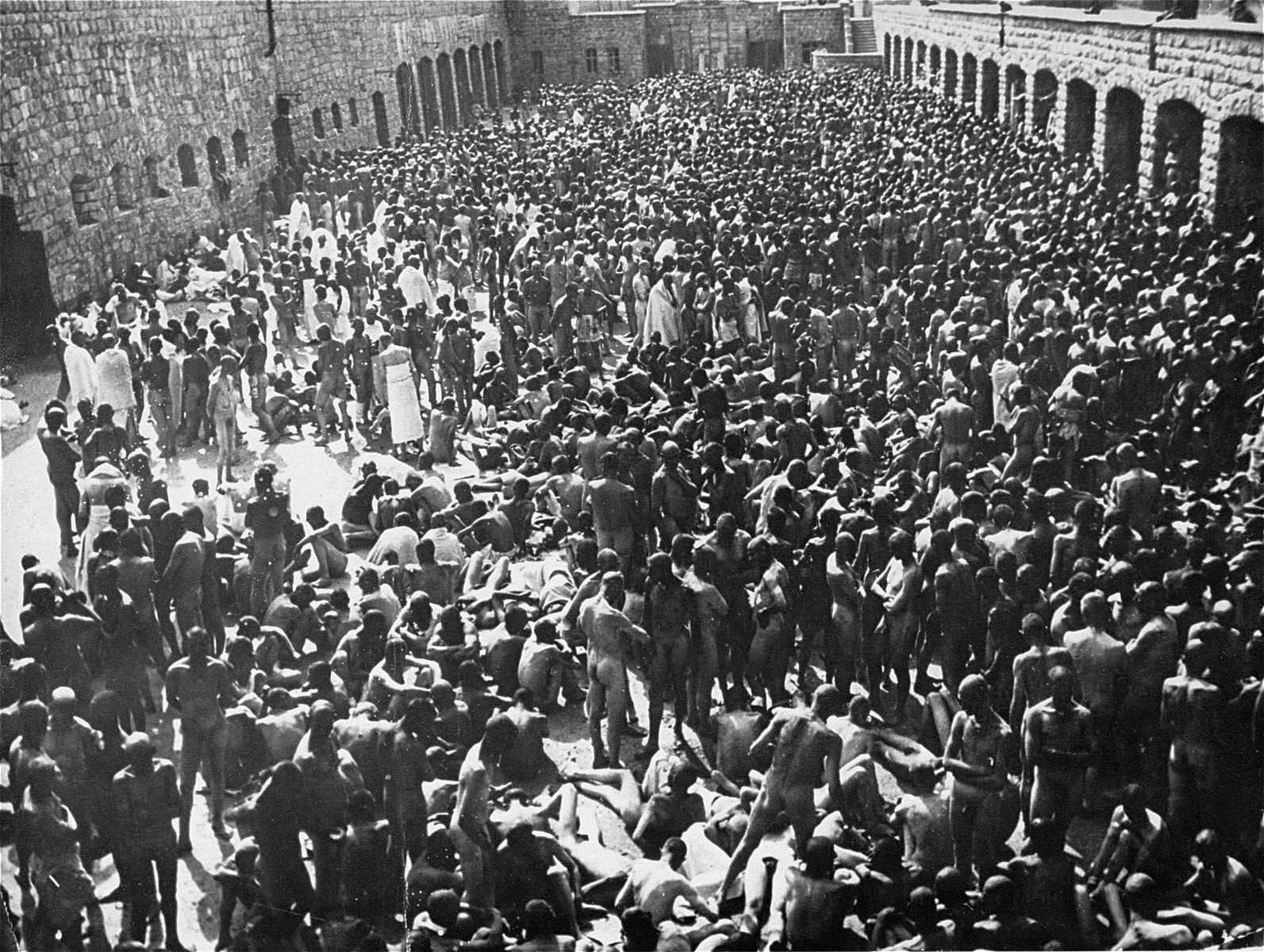
Nouveaux prisonniers attendant la désinfection dans la cour de Mauthausen.

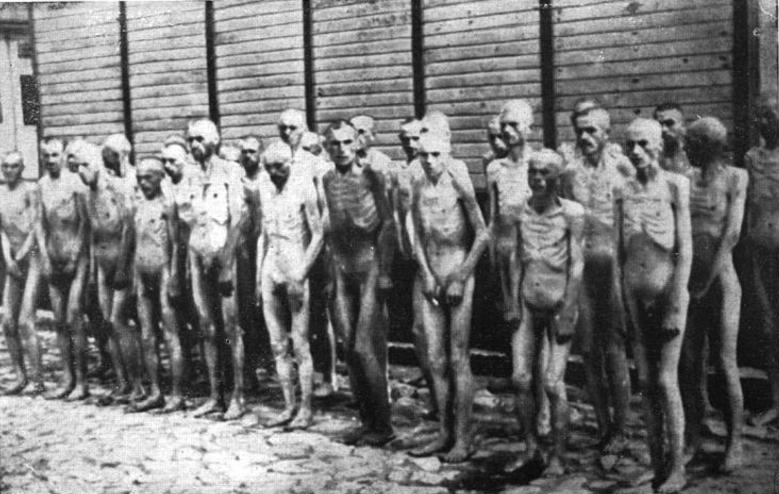
Prisonniers de guerre soviétiques nus dans le camp de Mauthausen. Date inconnue.

Entre 140 000 et 500 000 prisonniers de guerre soviétiques sont morts ou ont été exécutés dans les camps nazis, la plupart par gazage ou abattus. Certains ont été victimes d'expérimentation médicale nazie,.
- Auschwitz : parmi les 15 000 prisonniers de guerre soviétiques déportés à Auschwitz pour le travail forcé, seulement 92 survivront. Ces prisonniers, à Auschwitz, subissent les premiers gazages, le 3 septembre 1941, dans les caves du block 11 du camp principal. Ces mêmes prisonniers sont astreints, à Auschwitz comme ailleurs, aux tâches les plus dures[9]. Plus de 3 000 d'entre eux ont été abattus ou gazés immédiatement après leurs arrivée[21]. Sur les 10 000 prisonniers amenés à travailler en 1941, 9 000 sont morts au cours des cinq premiers mois. Les nazis expérimentèrent sur les prisonniers le Zyklon B (utilisé auparavant pour la fumigation) en gazant en septembre 1941 quelque 600 prisonniers de guerre soviétiques et 250 prisonniers malades[22],[23].
- Camp de concentration de Buchenwald : de mi-1942 au début 1943, la Gestapo de Thuringe, Hesse, Saxe et Rhénanie interne 400 travailleurs forcés soviétiques. Ils sont particulièrement maltraités par les SS et subissent des privations de nourriture. Ils sont quasiment tous affectés au commando X, le commando chargé de la construction des usines d’armement du camp ou à la carrière. La mortalité est telle que les SS renoncent à enregistrer officiellement leur décès. Ils seront plus de 17 000 au total.
- Centre d'extermination de Chełmno : les victimes assassinées au camp d'extermination de Chełmno incluent plusieurs centaines de Polonais et de prisonniers de guerre soviétiques.
- Camp de concentration de Dachau : quelque 500 prisonniers de guerre soviétiques ont été exécutés par un peloton d'exécution à Dachau.
- Camp de concentration de Flossenbürg : plus de 10 000 prisonniers de guerre soviétiques ont été exécutés dans ce camp fin 1941. Les exécutions se sont poursuivies de façon sporadique jusqu'à 1944.
- Camp de concentration de Gross-Rosen : 65 000 prisonniers de guerre soviétiques ont été tués en n'étant nourris qu'avec une mince soupe d'herbe, d'eau et de sel pendant 6 mois[24]. En octobre 1941, les SS ont transféré environ 3 000 prisonniers de guerre soviétiques à Gross-Rosen pour les fusiller[25].
- Camp de concentration de Hinzert : un groupe de 70 prisonniers de guerre ont été informés qu'ils feraient l'objet d'un examen médical, mais ont été victimes d'injection de cyanure de potassium, un poison mortel.
- Camp de Majdanek : des milliers de prisonniers de guerre soviétiques y furent abattus ou gazés. Environ 170 000 prisonniers furent tués à Majdanek ; il s'agit presque exclusivement de Juifs, de civils, de soldats soviétiques et de civils polonais[22].
- Camp de concentration de Mauthausen : les prisonniers de guerre soviétiques formaient la plus grande part des premiers groupes à être gazés dans la chambre à gaz nouvellement construite au début de 1942. Au moins 2 843 d'entre eux ont été assassinés dans le camp. Selon l'USHMM, « Le nombre de prisonniers de guerre soviétiques abattus était tel que la population locale a commencé à se plaindre concernant son approvisionnement en eau qui avait été contaminée. Les rivières et les ruisseaux à proximité du camp étaient devenus rouges de sang »[24].
- Camp de concentration de Neuengamme : selon le témoignage de Wilhelm Bahr, ancien infirmier, au cours du procès contre Bruno Tesch, 200 prisonniers de guerre soviétiques furent gazés au cyanure d'hydrogène en 1942[26].
- Oranienburg-Sachsenhausen : en août 1941, un massacre de masse y a eu lieu avec l'exécution de plus de 13 000 soldats soviétiques, prisonniers de guerre. Des milliers d'entre eux ont été assassinés immédiatement après leur arrivée au camp, y compris 9 090 exécutés entre le 31 août et le 2 octobre 1941[17]. Parmi les victimes, se trouvait le fils de Joseph Staline, Iakov Djougachvili.
- Centre d'extermination de Sobibór : les prisonniers soviétiques juifs étaient parmi les centaines de milliers de personnes gazées à Sobibór. Un groupe d'anciens officiers soviétiques prisonniers de guerre dirigés par Alexandre Petcherski a organisé une évasion massive avec succès.

## Répressions soviétiques contre d'anciens prisonniers de guerre
Certains prisonniers de guerre soviétiques qui ont survécu à la captivité allemande ont été accusés par les autorités soviétiques de collaboration avec les nazis.
1 600 000 prisonniers de guerre soviétiques furent rapatriés. Staline ayant toujours considéré la capture ou la capitulation de ses soldats comme un acte de trahison de leur part, à leur retour, plus de 80 % d'entre eux furent condamnés à du travail forcé.
Ainsi, de nombreux anciens prisonniers de guerre furent traités en coupables à leur retour au pays, et allèrent former la génération d'après-guerre des captifs du Goulag.